# カウ

ハワイ島南部・カウ

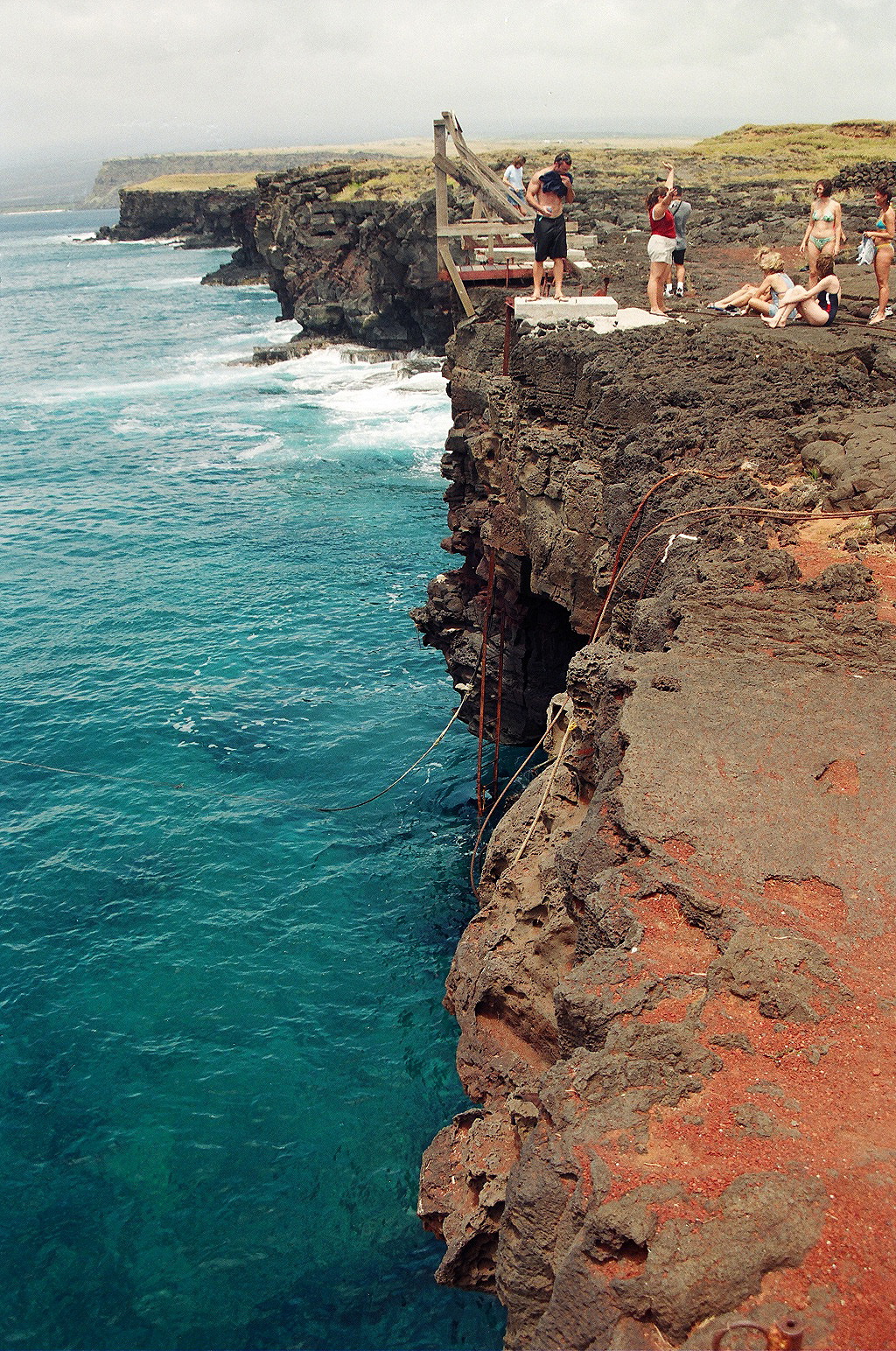
アメリカ合衆国最南端のカ・ラエ

カウ（Kau）は、アメリカ合衆国ハワイ州のハワイ島南部の地域。ハワイ火山国立公園を含むだけでなく、アメリカ合衆国の最南端でもあるカ・ラエ（サウスポイント）は、ポリネシア人が初めて上陸した地であり、「ハワイのすべての起源」として知られている。

## サウスポイント
アメリカ合衆国最南端地点であるサウスポイントのハワイ語名称「カ・ラエ」は「岬」を意味する。ハワイアン・ホーム・ランズによって管理されているが、特に施設などは無い。潮の合流地点が付近にあり、ハワイ島でもっとも豊穣なフィッシングスポットにもなっている。古代ハワイ人の遺跡としてカラレア・ヘイアウがあり、クムリポに出てくる漁の神クウラに大漁を願って建設されたと考えられている。

## 町
ハワイ火山国立公園入り口から南西へカイルア・コナ方面へ向かうと、次の町々（集落）がある。

### パハラ
パハラ（Pahala）はカウ東部に位置する人口1400人程度の町。この地域の病院（カウ病院）と高校（カウ高校）はここにある。かつては1万5000エーカーのサトウキビ畑を抱えたシュガータウンであったが、1996年までにすべての工場が閉鎖されたて、現在はマカダミアナッツ 、 カウ・コーヒー  の栽培などが行われている。
近郊にあるウッド渓谷（Wood Valley）には1902年に日本人移民によって建設された仏教寺院（ウッドバレー寺院）があったが、 現在はその遺品も受け継ぐチベット仏教寺院がある。

### プナルウ
プナルウ（Punalu'u）はブラック・サンド・ビーチ（Black Sand Beach）があり、タイマイの産卵場があることで知られるビーチパーク（Punalu'u Beach）である。北部の丘の上には古代ハワイ人が建てたヘイアウ跡（カネエレエレ・ヘイアウ）が残されている。「米国最南部のベーカリー」のPunaluu Bake Shop  がある。

### ナアレフ
ナアレフ（Naalehu）はホヌアポ湾の南に位置し、アメリカ合衆国最南端に位置する人口1000人程度の町。カウ地域の中心的な商業地として栄えている。

### ワイオヒヌ
ワイオヒヌ（Waiohinu）にはマーク・トウェインお手植えのモンキーポッドの木がある。
ワイオヒヌと、サウス・ポイントへ向かうSouth Point Roadへの入り口を過ぎるとハワイ島の西側になり、州道11号線は徐々に北へ、カイルア・コナ方面へ向かう。

### オーシャンビュー
オーシャンビュー（Ocean View）は新しく開発された所である。